# Planétarium McLaughlin
Le planétarium McLaughlin est un ancien planétarium à Toronto, immédiatement au sud du Musée royal de l'Ontario (ROM), fondé grâce à une subvention du colonel philanthrope Samuel McLaughlin. Sa construction prend deux ans et coûte 2 250 000 $. Il est ouvert au public le 26 octobre 1968. Il possède, pour l'époque, un projecteur de planétarium Zeiss électromécanique de pointe. Dans les années 1980, le système audio et le plafond en forme de dôme du planétarium sont utilisés pour présenter des spectacles de lumière laser (en).
À partir de 1978, la fréquentation diminue alors que d'importants travaux de construction sont entrepris au ROM, ce qui entraîne également la démolition d'une partie des installations du planétarium. Même si la fréquentation s'est améliorée lors de la réouverture du musée en 1984, le planétarium ferme le 5 novembre 1995 en raison des coupes budgétaires provinciales. Les expositions, les artefacts et les installations du planétarium sont dispersés. Pendant une brève période, il abrite le Children's Own Museum (en).
Au début de 2009, le ROM annonce avoir vendu le bâtiment et le site à l'Université de Toronto. Malgré la pression du public pour sauver la structure, l'université annonce son intention de la démolir pour faire place à un nouveau bâtiment,.